# Frederick Schulze
Frederick Schulze (* 20. Januar 1949 in Paderborn) ist ein deutscher Politiker.

## Leben
Er bekam 1967 im König-Wilhelm-Gymnasium Höxter das Abitur-Zeugnis, danach wurde er zum Offizier der Panzertruppe ausgebildet. Von 1974 bis 1998 war er Mitglied und von 1994 bis 1998 war er Bundestagsabgeordneter der CDU, die er nach dem Ende seines Bundestagsmandates 1998 verließ.
Von 2002 bis 2003 war Schulze Mitglied der Partei Rechtsstaatlicher Offensive, aus der er ausgeschlossen wurde. Von Februar 2003 bis April 2005 war er Gründungsmitglied und Vorsitzender der Pro-Bürger-Partei. Danach wurde er wieder Mitglied der Partei Rechtsstaatlicher Offensive, bis diese sich im Oktober 2007 auflöste. Für kurze Zeit war er nordrhein-westfälischer Landesvorsitzender und stellvertretender Bundesvorsitzender. Als Oberstleutnant wurde er im Januar 2008 pensioniert.

## Presseberichte
- Spiegel Online, 18. September 2002, NAZISPRUCH, Schill wirft ehemaligen CDU-Abgeordneten aus der Partei
- Spiegel Online, 19. September 2002, PARTEIEN, Schills Ärger mit den Parteifreunden
- taz NRW Nr. 7645 vom 21. April 2005, Seite 2, 103 TAZ-Bericht MARTIN TEIGELER, Die Grauen paktieren mit Pro-Bürger-Partei
- WAZ, Duisburg-Süd, 25. Juni 2008, Ex-CDU-MdB geht zur Linken
- WAZ, Duisburg-Süd, 17. September 2008, Die BürgerBewegung